# Людвіг Гогенеґґер
Людвіг Гогенеґґер (народився 21 лютого 1807, Меммінген — † 25 серпня 1864, Тешен) — німецький геолог та гірничий інженер.

## Життєпис
Після вивчення права в Мюнхені, а потім вивчення гірничої справи та металургії у Фрайберзькій гірничій академії він набув практичного досвіду в Salmsche Eisenwerke у Бланско. У 1833 році він вступив на службу у Велтен-ан-дер-Рур. У 1835 році він перебрав на себе керівництво заводом Eduard Schmidt Puddel- und Walzwerke у Нахродті у Вестфалії. У 1837 році його призначили директором чавунного заводу у Вольфсберзі, а 1839 року доручили загальне керівництво торгівлею ерцгерцога Альбрехта в Устроні в області Тешен. За 25 років своєї діяльності він зробив великий внесок у цю сферу, впроваджуючи нові процеси, модернізуючи операції, будуючи нові потужності (включаючи ливарні заводи в Горці та Тшиніці).
Він написав геологічні публікації про Карпати, такі як геогностична карта Північних Карпат у Сілезії та прилеглих частин Моравії та Галичини 1861 р. та геогностична карта колишньої області Кракова. Від нього також походить назва тешеніт, застосована до групи основних інтрузивних порід з північного краю Карпат, яка увійшла в спеціалізовану літературу завдяки Густаву Чермаку, який модифікував цей термін. Він був головним ініціатором залізниці Кашау-Одербергер. Після його смерті його багата колекція скам'янілостей перейшла до Баварської державної колекції в Мюнхені, де вона була оброблена Карлом Альфредом фон Ціттелем та його учнями.

## Відзнаки та нагороди
Незадовго до смерті Людвіг Гогенеггер отримав Лицарський хрест ордена Франца Йосифа на знак визнання його заслуг у розвитку гірничої промисловості в Австрії.